# 米洛謝什蒂鄉
44°44′00″N 27°14′00″E / 44.7333°N 27.2333°E
米洛謝什蒂鄉（羅馬尼亞語：Comuna Miloșești, Ialomița），是羅馬尼亞的鄉份，位於該國南部，由雅洛米察縣負責管轄，面積52平方公里，海拔高度46米，2007年人口2,904，人口密度每平方公里56人。